# Dirgouna (Birni Lallé)
Dirgouna (auch: Dirgouma) ist ein Dorf in der Landgemeinde Birni Lallé in Niger.

## Geographie
Das Dorf befindet sich rund sieben Kilometer südlich des Hauptorts Birni Lallé der gleichnamigen Landgemeinde, die zum Departement Dakoro in der Region Maradi gehört. Eine weitere Siedlung in der Umgebung von Dirgouna ist der Gemeindehauptort Adjékoria im Süden.
Es herrscht das Klima der Sahelzone vor, mit einer durchschnittlichen jährlichen Niederschlagsmenge zwischen 300 und 400 mm.

## Bevölkerung
Bei der Volkszählung 2012 hatte Dirgouna 885 Einwohner, die in 97 Haushalten lebten. Bei der Volkszählung 2001 betrug die Einwohnerzahl 558 in 78 Haushalten.
Die Bevölkerungsdichte in diesem Gebiet ist für nigrische Verhältnisse hoch.

## Wirtschaft und Infrastruktur
Durch Dirgouna verläuft die 231,5 Kilometer lange Nationalstraße 30 zwischen Kadata und Abalak. Es handelt sich in diesem Abschnitt um eine moderne Erdstraße. Das Gebiet der Ebenen im südlichen Teil der Region Maradi, in dem die Siedlung liegt, ist von einer anhaltenden Degradation der ackerbaulichen Flächen gekennzeichnet, die mit der hohen Bevölkerungsdichte in Zusammenhang steht. Es gibt eine Schule im Dorf.